# Mauritz Sandberg
Mauritz „Moje“ Sandberg (* 15. November 1895 in Hedekas, Munkedal; † 4. November 1981 in Stenungsund) war ein schwedischer Fußballspieler. Der Läufer nahm mit der schwedischen Nationalmannschaft an den Olympischen Spielen 1920 teil.

## Werdegang
Sandberg kam 1916 von IFK Uddevalla zur Männermannschaft des IFK Göteborg. Im Sommer 1918 stand er an der Seite von Herbert Karlsson, Caleb Schylander, Erik Hjelm, Henry Almén und Valdus Lund im Endspiel um die Svenska Mästerskapet. Gegen Helsingborgs IF setzte er sich mit seinem Klub durch einen 5:0-Erfolg durch, damit gewann IFK Göteborg zum dritten Mal den schwedischen Meistertitel.
Im September 1918 debütierte Sandberg in der Nationalelf, als diese in Oslo mit einer 1:2-Niederlage der norwegischen Nationalmannschaft unterlag. In den folgenden Spielen stand er häufig für die Auswahlmannschaft auf dem Spielfeld. Letztlich gehörte er auch 1920 beim olympischen Fußballturnier in Antwerpen im Aufgebot. Sowohl beim 9:0-Auftaktsieg gegen Griechenland als auch der 4:5-Viertelfinalniederlage nach Verlängerung gegen die niederländische Auswahlelf lief er in der Startformation auf. Beim „Turnier um Platz 2 und 3“ scheiterte er nach einer 1:2-Niederlage gegen Spanien an der Seite von Spielern wie Albin Dahl, Rune Bergström und Bertil Nordenskjöld endgültig im Rennen um die olympischen Medaillen. Dieses Spiel, sein elftes Länderspiel, war zugleich sein letzter Auftritt im schwedischen Nationaljersey.
Anschließend war Sandberg weiterhin für IFK Göteborg aktiv. Nachdem er in der mit Unterbrechungen ausgetragenen Svenska Serien für den Klub in einem Ligawettbewerb aufgelaufen war, wechselte er 1923 nach Deutschland zu Corso Strelitz.
Sandberg wurde mit der Stora Grabbars Märke ausgezeichnet. Über den weiteren Lebensweg nach seiner Spielerkarriere ist nichts bekannt. Sein jüngerer Bruder Ragnar Sandberg war ein Maler, der Bruder inspirierte ihn zu Fußballgemälden.
Sandberg galt auch als guter Leichtathlet.